# زیایلوو
زیایلوو (انگلیسی: Zyaylevo) یک شهرک در شهرستان ایلیشفسکی استان باشقیرستان کشور روسیه است.